# Северогерманская маркграфская война
Северогерманская маркграфская война (нем. Norddeutscher Markgrafenkrieg) — вооруженный конфликт за господство в южной части Балтийского моря в 1308—1317 годах. В нём приняли участие Королевство Дания, северогерманские княжеские дома Мекленбурга, Померании и Тевтонского ордена (с одной стороны) и маркграфством Бранденбург и ганзейскими городами Висмар, Росток и Штральзунд — с другой.

## Предыстория
После окончания датского господства над Померанией в битве при Борнхёведе (1227) маркграфство Бранденбург во главе с домом Асканиев стали предяъвлять свои претензии на регион, особенно после убийства короля Польши Пшемысла II в 1296 году в Восточном Поморье. Эти претензии были поддержаны императором Священной Римской империи, но привели к войне между герцогом Померании Богуславом IV и Бранденбургом.
Датский король Эрик VI стремился сохранить свою сферу влияния в южной части Балтийского моря, что противоречило интересам маркграфа Бранденбурга Оттона IV. Короля, в свою очередь, поддержал его вассал, князь Рюгена Вислав III. Бранденбург же поддержали ганзейские города, которые хотели добиться своей независимости от рюгенского князя и Дании.

## Война
В 1308 году маркграфом Бранденбурга стал Вальдемар Великий. С началом войны с датчанами и их союзниками он вместе с Оттоном IV и его сыном Германом I организовал вторжение в Мекленбург, где союзные войска заняли земли у села Любц. Во время операции Герман I скончался. Вальдемар и Оттон IV зимой 1308/09 осадили Данциг и захватили город, чтобы утвердить свои претензии на Поморье. Но единственное, чего они достигли завоеванием Данцига, стало военное вмешательство Тевтонского ордена, с которым бранденбургские войска не могли конкурировать. Сольдинский мирный договор 1309 года передал Данциг Тевтонскому ордену.
В 1310 году союзник датчан Генрих II Мекленбургский выступил против ганзейских городов Висмар и Росток. Это было вызвано отказом Висмара принять у себя свадьбу дочери Генриха Матильды с герцогом Оттоном Брауншвейг-Люнебургским. Уже в 1311 году Висмар сдался войскам Генриха II, что позволило мекленбургцам освободить силы для войны против Ростока. 15 декабря 1312 года Росток был занят войсками Генриха. Когда Генрих отправился в паломничество в 1313 году в Кастельмолу, горожане начали восстание, но 12 января 1314 года оно было подавлено.
Ганзейский город Штральзунд, благодаря завоеванию Ростока Генрихом II, фактически получил возможность монопольной свободной торговли на Балтике, что позволило ему укрепить обороноспособность перед угрозой вторжения из Дании и Мекленбурга. Город объединили свои усилия в 1314 году с Вальдемаром Бранденбургским. В 1316 году Штральзунд осадила армия герцога Эриха I Саксен-Лауэнбургского. С наступлением ночи защитники провели вылазку и пленили герцога, а осадный флот понес тяжелые потери.
Конфликт стал стихать после смерти дочери маркграфа Генриха II Беатрисы в 1314 году, приведшей к спору за её наследство между Бранденбургом и Генрихом II за Штаргард. В 1315 году Генрих II выступил против маркграфа Вальдемара Бранденбургского, который вторгся в земли Штаргарда. Генрих II. В битве при Гранзее Вальдемар потерпел поражение и поручил тевтонцам согласовать условия мира с мекленбургцами 25 ноября 1317 года. Штаргард, а также бранденбургские владения в Ольденбурге и другие оккупированные Вальдемаром территории были переданы Мекленбургу.

## Последствия
Князья Северной Германии получили независимость от Дании, а Мекленбург приобрел Штаргард, однако в 1329 году началась новая померанского-бранденбургская война. Однако пресечении рода Асканиев привело в ослаблению Бранденбурга: маркграфством правили различные династии в течение следующих 100 лет, не прекращая претендовать на сюзеренитет над всей Померанией, что встречало сопротивление поморских герцогов. Датский король потерял свое влияние на княжество Рюген и сюзеренитет над Ростоком (1312). Штральзунд получил далеко идущие привилегии, а Тевтонский орден смог заполучить большую часть Померании вместе с Данцигом.